# Pelexia cundinamarcae
Pelexia cundinamarcae är en orkidéart som beskrevs av Dariusz Lucjan Szlachetko. Pelexia cundinamarcae ingår i släktet Pelexia och familjen orkidéer.
Artens utbredningsområde är Colombia. Inga underarter finns listade i Catalogue of Life.